# 레닌그라드 전선군
레닌그라드 전선군(러시아어: Ленинградский фронт 레닌그라드스키 프론트[*])은 1941년 8월 23일 소련군이 레닌그라드로 진격하는 독일 국방군에 대응하기 위해 북부 전선군을 레닌그라드와 카렐리야 둘로 나누면서 편성되었다.

## 역사
1941년 8월 23일 나치 독일 북부집단군이 레닌그라드로 진격하며 편성되었고 레닌그라드로 접근하는 독일군을 저지하고 레닌그라드를 방어하는 임무가 부여되었다. 1941년 9월 레닌그라드 교외에서 레닌그라드 남부로 진격한 독일군과 충돌했고, 레닌그라드 북부로 진격한 핀란드군을 과거 소련-핀란드 국경선에서 저지시켰으며 이후 레닌그라드 포위전을 겪었다. 1941년 9월 8일부터 레닌그라드 봉쇄로 인해 적은 물자로 작전을 수행해야 했으며 일부 물자들은 생명의 길을 통해 레닌그라드로 보급되었다.
제1 발트 전선군과 볼호프 전선군의 진격으로 봉쇄가 해제되기까지 레닌그라드 전선군은 여러 공세와 방어전들을 진행했다. 1942년 6월 레오니트 고보로프가 전선군의 사령관이 되었고 1943년 1월 독일군으로부터 실리셀부르크를 탈환하며 첫 번째 공세를 성공시켰고 단절된 레닌그라드의 연락망을 복구했다. 1944년 1월 중후반 볼호프 전선군, 제1 발트 전선군, 제2 발트 전선군과 함께 레닌그라드-노브고로드 공세로 북부집단군을 격퇴하며 28달 동안 진행된 레닌그라드 포위를 해제하는데 성공했고 며칠 후 레닌그라드주와 칼리닌주를 모두 회복했다. 1944년 4월 21일 전선군의 일부가 제3 발트 전선군으로 편제되었고 1944년 6월 사령관 고보로프가 소비에트 연방원수로 진급했으며 발트 함대와의 공동 작전으로 비보르크를 점령해 핀란드를 추축국으로부터 이탈시켰다.
1944년 7월 나르바 교두보 전투를 통해 나르바를 탈환했고 9월부터 11월까지 발트 공세에 참전해 나르바, 타르투, 탈린으로 진격했다. 에스토니아 지역을 점령한 후 발트 함대와 함께 몬준트 작전에 참가해 서에스토니아 반도를 점령했다. 이후 공세를 멈추고 소련-에스토니아 국경지대에 주둔했고 레닌그라드부터 리가까지 발트해 연안에 배치되었다. 해체된 제2 발트 전선군이 통합되는 재편성 과정을 겪었고 쿠를란트 포위전에서 쿠를란트 집단군을 방어하는 역할을 수행한 후 1945년 6월 24일 레닌그라드 군관구로 재편성되었다.